# Татарское (Московская область)
Татарское — деревня в городском округе Домодедово Московской области.

## География
Находится в южной части Московской области на расстоянии приблизительно 4 километра на восток-северо-восток по прямой от железнодорожной станции Домодедово.

## История
Упоминается с 1628 года как деревня майора Степана Чебышкина с 4 дворами и 4 жителями, основанная его отцом Тихоном. В 1874 году из тринадцати дворов деревни двенадцать сгорели, но отстроились за счёт страховки и продажи половины скота.

## Население
Постоянное население составляло 2 человека в 2002 году (русские 100 %), 1 в 2010.